# John Falconer
Pour les articles homonymes, voir Falconer.
John Falconer est un botaniste britannique actif vers le milieu du XVIe siècle.
Il voyage à travers l’Europe. Il demeure à Ferrare de 1540 ou 1541 à 1547. Il est l’élève de William Turner à Bologne.
Il est l’auteur de Maister Falkonner’s Boke.
Il est probablement le premier Britannique à utiliser la méthode de séchage de plantes pour réaliser des herbiers mise au point par Luca Ghini (1490-1566),.